# حدود رمزية
الحدود الرمزية عبارة عن نظرية اقترحها اختصاصيّون بعلم الاجتماع الثقافي والتي تختص بدراسة آلية تشكيل الأشخاص للمجموعات الاجتماعية.
فتشير الحدود الاجتماعية إلى «الاختلافات المفاهيمية التي تقوم بها جهات اجتماعية فاعلة... والتي تعمل على فصل الأفراد إلى مجموعات وتوليد مشاعر بالتشابه والانتماء للمجموعة.»
تعتبر الحدود الرمزية حالة «ضرورية ولكن غير كافية» لإحداث تغير اجتماعي. «فقط في حالة الموافقة على قبول الحدود الرمزية على نطاق واسع، فيمكن أن تأخذ طابعًا مقيدًا... وتصبح بذلك حدودًا رمزية.»

## دوركايم
ينظر إميل دوركايم إلى الحد الرمزي بين المقدس والمدنس باعتباره الحد الأكثر عمقًا من بين كل الحقائق الاجتماعية، فضلًا عن أنه الحد الذي منه تشتق الحدود الرمزية الأدنى.
الطقوس - العلمانية أو الدينية - تمثل حسب وجهة نظر دوركايم الوسائل التي من خلالها تحافظ المجموعات على الحدود الرمزية/الاجتماعية.
وقد ركّزت ماري دوجلاس بعد ذلك على الدور الذي تلعبه الحدود الرمزية في تنظيم الخبرات، الخاصة والعامة على حد سواء، حتى بالنسبة للمجتمع العلماني؛ في حين يبرز متبنو فكر دوركايم الجدد دور الانحراف باعتباره إحدى الوسائل التي تكشف وتظهر الحدود الرمزية التي تتمسك بالنظام الأخلاقي بطريقة واضحة، فضلًا عن إتاحة فرصة للتعزيز المجتمعي. كما اتجه دوركايم نفسه إلى صياغتها في عبارة، «تجلب الجريمة الضمائر المستقيمة معًا وتركز عليها لتناول الأحداث وزيادة حالة السخط بشكل عام»، مؤكدًا بذلك على الحواجز الجماعية التي تم انتهاكها.

## الحدود المتعدية
يحدث التحامل غالبًا نتيجة انتهاك الحدود الرمزية التي تحفظ شعور المجموعة بنفسها - تلك الحدود التي تشبه حدود الدولة والتي يمكن أن تكون حقيقية وفي نفس الوقت قد تكون رمزية. (تُبرز المراسم القديمة المتمثلة في الاحتفال بالحدود التداخل الحادث بين الحدود الحقيقية والرمزية). وفي نفس الوقت، أكد سلمان رشدي على الدور الذي يلعبه المهاجر باعتباره ممثلًا لفترة ما بعد الحداثة، منتهكًا بذلك الحدود الرمزية، و (يحتمل على الأقل) أن يتم تشويه صورتهم بواسطة مؤيديهم في الدولة المضيفة كنتيجة لذلك.
كذلك، اكتشفت مارجوري جاربر الدور الذي يلعبه [مشتهو لبسة الجنس الآخر في انتهاك الحدود الرمزية بين الجنسين - الأمر الذي اعتبرته بمثابة ميل إلى تحدي المنتمين إلى هذا الجنس أيضًا.

## الحدود الرمزية/الاجتماعية
يختلف مفهوم الحدود الرمزية عن مفهوم «الحدود الاجتماعية» والذي يشير إلى «الأشكال المجسدة من الفوارق الاجتماعية التي تتجلى في عدم تكافؤ فرص الوصول فضلًا عن التوزيع غير العادل للموارد والفرص الاجتماعية.»

## اللعب
يمكن أن ينظر إلى اللعب باعتباره وسيلة لاختبار الحدود الاجتماعية - الهياكل غير المعلنة المعيّنة حول الأنشطة الاجتماعية. كذلك، توفر روح الدعابة طريقة يمكن من خلالها إلقاء الضوء على الحدود الرمزية واختبارها وربما تغييرها.

## الأمثلة الثقافية
- بحسب وجهة نظر جاربر، أقدم مايكل جاكسون، على «محو وتخطي الحدود؛ ليس فقط تلك الحدود الفاصلة بين الذكر والأنثى، والشباب والشيوخ، بل أيضًا الحدود بين السود والبيض [مستوعبًا] بذلك الأزمات الفئوية الثقافية».[14]

## كتابات أخرى
- Michèle Lamont/Marcel Fournier eds., Cultivating Differences: Symbolic Boundaries and the Making of Inequality (1992)
- Robert Wuthnow, Meaning and Moral Order (1987)

## وصلات خارجية
- Symbolic boundaries (general)